# Chorthippus hebeiensis
Chorthippus hebeiensis is een rechtvleugelig insect uit de familie veldsprinkhanen (Acrididae). De wetenschappelijke naam van deze soort is voor het eerst geldig gepubliceerd in 2011 door Li & Jiang.